# Michel Camilo
Michel Camilo (Santo Domingo, 4 de abril de 1954) es un pianista dominicano de jazz latino.

## Biografía
Compuso su primera canción a los 6 años. Alumno del Colegio de la Salle y también con estudios de Medicina estudió durante 13 años en el Conservatorio Nacional de Música (República Dominicana), que culminó con una cátedra; a los 16 años se convirtió en miembro de la Orquesta Sinfónica Nacional de la República Dominicana. Con la idea de ampliar su horizonte musical, se trasladó a Nueva York en 1979, donde siguió con sus estudios en "Mannes y Juilliard School of Music".
Un pianista con ritmos caribeños y armonías de jazz; su composición "Why not!" se convirtió en un éxito grabado por Paquito D'Rivera en uno de sus álbumes, que fue ganador de un Grammy (1993) en la versión vocal de los Manhattan Transfer. Sus dos primeros álbumes fueron: Why Not! y Suntan/Michel Camilo in Trio.

## Carrera musical
Camilo debutó en el Estados Unidos en el Carnegie Hall en 1985 con su trío y en 1986 en festivales europeos como líder. Desde entonces, se ha presentado periódicamente en Estados Unidos, El Caribe, Japón y Europa.
En diciembre de 1987 debutó como Director de Orquesta, cuando la Orquesta Sinfónica Nacional de la República Dominicana le invitó a dirigir obras de Rimsky-Korsakov, Beethoven, Antonin Dvorak y "The Goodwill Games Theme", composición suya por la que ganó en los Premios Emmy. Ese mismo año fue director musical en el Heineken Jazz Festival en República Dominicana, puesto en el que permaneció hasta 1992.
En noviembre de 1988 lanzó su álbum Michel Camilo (Sony) bajo el sello discográficoSony Music. El álbum estuvo en el primer puesto del "Top Jazz Album" durante ocho semanas consecutivas. Su segundo lanzamiento, On Fire, fue votado entre los Tres Mejores Álbumes de Jazz del Año por Billboard y su tercera grabación, On the Other Hand, estuvo entre los diez primeros de la lista Jazz Albums. Las tres grabaciones fueron primeras en las listas de radio a escala nacional.
En 1991, Camilo se presentó por tercer año consecutivo en el Carnegie Hall, por segunda vez en el Newport Jazz Festival, y estuvo por tercera vez de gira en Japón. Su trabajo "Caribe" fue grabado por las pianistas Katia y Marielle Labeque y por Dizzy Gillespie. Fue presentado como solista, arreglista y compositor de la Danish Radio Big Band, el mismo año realizó una gira especial a tres pianos en Francia con Katia y Marielle Labeque donde ejecutaron un repertorio de música académica y jazz.
En 1992 hizo el estreno mundial de "Rhapsody for Two Pianos and Orchestra", un encargo de la Orquesta Filarmónica de Londres, interpretada por Katia y Marialle Labeque en el Royal Festival Hall. Camilo también fue invitado a tocar con la Orquesta Sinfónica de Atlanta el "Concierto en Fa Mayor para Piano" de Gershwin, y un repertorio de jazz en trío. También hizo una extensa gira en el Caribe, Sudamérica, Europa y Japón. Ese mismo año, Michel fue premiado con dos galardones: Professor Emeritus de su Alma Mater: la Universidad Autónoma de Santo Domingo; y "Knight of the Heraldic Order of Christopher Columbus" por el Gobierno.
En 1993, lanzó su álbum Rendezvous (Columbia) y realizó giras en Estados Unidos, Europa y Japón. Este álbum fue elegido entre los Top Jazz Albums del año por Gavin Report y el Billboard. Le invitaron a tocar en All-Star Gala en la Casa Blanca, ocasión de la celebración del 40 Aniversario del Newport Jazz Festival; este concierto fue emitido por la PBS a escala nacional como parte de "In Performance At The White House". Fue solista invitado con la Orquesta Sinfónica Nacional de la República Dominicana, donde interpretó el mismo concierto que el año anterior con la Orquesta Sinfónica de Atlanta. El Clearwater Jazz Holiday le entregó el "International Jazz Award" y fue invitado como jurado en el prestigioso Great American Jazz Piano Competition en Jacksonville, Florida.
Compuso la música para dos películas españolas dirigidas por Emilio Martínez-Lázaro: Los peores años de nuestra vida y la galardonada Amo tu cama rica estrenada en Madrid y proyectada posteriormente en festivales de cine europeos y americanos. Lanzó su álbum One More Once (Columbia/Sony). Hizo una gira por Japón, Venezuela, El Caribe y Estados Unidos; tocó en NPR's "A Jazz Piano Christmas", invitado por Tony Bennett; tocó con su banda de 17 componentes y también intervino con un concierto especial a tres pianos de Jazz y Clásica con las pianistas Katia y Marielle Labeque. Además, tocó como solista con la Orquesta Sinfónica de Puerto Rico.
En 1995, Camilo se dedicó a diversos proyectos como actuaciones regulares en festivales de Jazz con su Trio, conciertos en solo, su colaboración en el último CD de Katia Labeque, Girl Blue, o la composición de la banda sonora de Two Much, del director Fernando Trueba y ganadora de un Oscar.
En 1996, Camilo hizo una serie de conciertos de piano con motivo de la celebración de Capital Cultural Europea en Copenhague. También hizo su debut de Piano Solo en el Kennedy Center y el Carnegie Hall. Hizo una gira en Japón y Francia, así como en El Caribe, con su Trío. También actuó en Nueva York en el Blue Note, Iridium, Radio City Music Hall y Avery Fisher Hall en el JVC Jazz Festival. Posteriormente, actuó en Israel, España, México, la República Dominicana y Suiza, donde hizo su debut en el prestigioso auditorio Tonhalle de Zúrich como parte de "Jazz Piano Masters".
En 1997, Camilo hizo actuaciones especiales en el MIDEM (Cannes, Francia) y MIDEM LATINO (Miami) y el Seminario GAVIN (Nueva Orleans), presentando su álbum Thru my eyes (TropiJazz/RMM). Fue también invitado especial con la Carnegie Hall Jazz Band en una noche de "Gershwin: A Portrait in Jazz" en el Carnegie Hall e intervino como solista invitado con la Copenhagen Philharmonic y la Queens Symphony Orchestra interpretando "Rhapsody in Blue" de Gershwin. Hizo una gira en Europa y Japón con su Trío, Solo piano y conciertos en Dúo con el guitarrista flamenco Tomatito; y produjo el álbum del cantante y compositor francés Nilda Fernández, Innu Nikamu (EMI). The Duke Ellington School of the Arts en Washington D. C. creó la beca Michel Camilo Piano otorgada al mejor estudiante de piano seleccionado por la facultad de música.
El año 1998 comenzó con giras de Michel Camilo Solo, Dúo y Trío en Estados Unidos, Japón y Europa. Michel Camilo tocó con Katia y Marielle Labeque, en un Recital Especial de Piano a Tres en la ciudad de México. Ese año codirigió artísticamente el primer "Latin-Caribbean Music Festival" en el Kennedy Center para las Artes Teatrales en Washington D. C., actuaciones con su Trío y la Big Band, así como el estreno mundial del Piano Concerto con la National Symphony Orchestra dirigida por Leonard Slatkin (un encargo de la National Symphony Orchestra). También actuó como invitado solista en una "Gershwin Celebration" con la Long Island Philharmonic dirigida por David Lockington. Michel Camilo acudió a los festivales de Jazz de verano en Europa, produjo el álbum Lorquiana (BMG) para la cantante española Ana Belén; en esa temporada, actuó como artista invitado con la Orquesta Sinfónica de Málaga e hizo recitales de Piano Solo, así como conciertos a dúo con el guitarrista flamenco Tomatito.
En 1999, además de sus conciertos habituales con el Trío en los festivales de Jazz europeos, hizo una gira de conciertos a dúo: con el conocido pianista de jazz cubano Chucho Valdez en festivales de jazz europeos y canadienses, y con el guitarrista flamenco Tomatito en Japón, Suiza y El Caribe. Michel hizo su debut con la Cleveland Orchestra dirigida por Leonard Slatkin en el Blossom Music Festival donde interpretó su Piano Concerto así como Rhapsody in Blue de Gershwin. Hizo el mismo programa con la Orquesta Sinfónica Nacional de la República Dominicana dirigida por Carlos Piantini y en noviembre actuó como solista, artista invitado, con la Copenhagen Philharmonic dirigida por Giordano Bellincampi donde interpretó su "Piano Concerto" y "Piano Concerto in F" de Gershwin.
El año 2000 trajo a Camilo dos premios: su álbum Michel Camilo & Tomatito - Spain (Verve/Universal) que cuenta con guitarra flamenca y piano en dúo, fue galardonado con un Grammy como "Mejor Álbum de Jazz Latino"; y recibió un Doctorado en Música por el prestigioso Berklee College of Music (Boston). Hizo una gira en España con Tomatito, un concierto en Trío para el New Jersey Chamber Society y estrenó su trabajo "Mañana" (un poema de Federico García Lorca) interpretado por el Western Wind Vocal Ensemble como parte de "A Musical Celebration of the Millennium" galardón otorgado por la Chamber Music America. En verano, Michel actuó como solista invitado con la National Symphony Orchestra y estrenó "Tango for Ten" –escrita para diez pianos– como parte del programa del "Piano Festival 2000!" en el Kennedy Center para las Artes Escénicas. También tocó con su Trío, así como a dúo con Tomatito y Chucho Valdés en el Carnegie Hall, en el Puerto Rico Heineken Jazzfest, Klavier Ruhr Festival y los principales festivales europeos y japoneses. Michel Camilo interviene con su Trío en la película Calle 54, un documental dirigido por Fernando Trueba, en la que se describen once artistas de jazz latino.
En el año 2006, Michel Camilo grabó la segunda parte de su álbum Spain titulada Spain Again también a dúo con el guitarrista flamenco Tomatito.
Además de sus actividades como compositor y pianista, Michel Camilo ha sido invitado a dar conferencias y actuaciones en numerosas universidades y colegios en Estados Unidos, como por ejemplo New York University, Berklee College of Music (Boston), M.I.T., William Paterson College (Nueva Jersey) y Puerto Rico Conservatory, así como en Dinamarca, España y Suiza.
Sus influencias son amplias, desde Art Tatum, Oscar Peterson y McCoy Tyner –cuya música le llevó al jazz– hasta Chick Corea, Bill Evans, Ahmad Jamal, Sonny Clark, Keith Jarrett y Erroll Garner (que se puede apreciar en sus álbumes). Y también la música clásica, desde Beethoven a Chopin, Debussy o el compositor cubano Ernesto Lecuona.
Otra de sus actuaciones destacadas sucedió en Madrid, el 13 de abril de 2018, en el Auditorio Nacional, interpretando "Rhapsody in Blue", bajo la dirección de la mexicana Alondra de la Parra.

## Reconocimientos
A principios del año 1994, Universidad Tecnológica de Santiago, República Dominicana, le entregó el Honoris Causa por sus logros musicales, siendo la persona más joven del país en recibir esta distinción.
En el año 2008 la Universidad Nacional Pedro Henríquez Ureña (UNPHU) le otorga el título de Dr. Honoris Causa de la Facultad de Humanidades y Educación, junto con Juan Luis Guerra Seijas y José Antonio Molina Miniño.
En el año 2010 la Universidad Autónoma de Santo Domingo le otorga el título Honoris Causa por su excelente trayectoria musical. Pertenece a la época de grandes autores, con los que coincidió en la universidad de su tierra natal.

## Discografía
- 2016 - Spain Forever
- 2013 - What's Up?
- 2011 - Mano a mano
- 2009 - Caribe
- 2007 - Spirit of the Moment
- 2006 - Spain Again
- 2006 - Rhapsody in Blue
- 2005 - Solo
- 2003 - Live at the Blue Note
- 2002 - Triángulo
- 2001 - Piano Concerto, Suite & Caribe
- 2001 - Calle 54 (Soundtrack)
- 2000 - Spain
- 1997 - Thru My Eyes
- 1997 - Hands of Rhythm (Giovanni Hidalgo)
- 1996 - Two Much (Soundtrack)
- 1994 - One More Once
- 1993 - Rendezvous
- 1991 - Amo tu cama rica (Soundtrack)
- 1990 - On the Other Hand
- 1989 - On Fire
- 1988 - Michel Camilo
- 1986 - Suntan
- 1985 - Why Not?
- N/A - From Within

## Premios
Michel es ganador de dos premios Grammy que caben destacar entre los numerosos reconocimientos a su carrera profesional.[cita requerida]